# 1997 dans la police
Cet article présente les faits marquants de l’année 1997 dans la police.

## Évènements
- Fondation du syndicat français policier UNSA Police.